# Via Dolorosa
A Via Dolorosa (héber: ויה דולורוזה, arab: طريق الآلام ) Jeruzsálem óvárosában az az út, amelyről úgy gondolták, hogy Jézus ott vitte a keresztet a Golgota felé. A kanyargós útvonal az El-Omaríja muszlim iskolától (az egykori Antónia-erőd) nyugat felé haladva a Szent Sír-templomig (Golgota) körülbelül 600 méter távolság és a keresztény zarándoklat fontos helye. A ferencesek minden péntek délután 3 órakor keresztúti ájtatosságot tartanak az útvonalon. A latin kifejezés jelentése: a Szenvedés (vagy) Fájdalmak útja.
Ma már a történészek biztosak abban, hogy Jézus egy másik útvonalon haladt a kivégzése helye felé.

## Állomásai (stációk)
A 15. század óta tizennégy állomása (stáció) van, ebből kilenc stáció az útvonalon, a fennmaradó öt pedig a Szent Sír-templomában van.
1. stáció: El-Omaríja muszlim iskola. A hagyomány alapján itt állt egykor az Antónia-erőd, ahol Jézust halálra ítélték. A mai arab iskola épületén nyoma sincs az egykori erődnek. 
A történészek meglehetősen biztosak abban, hogy Pilátus a város délnyugati részén, Heródes palotájában hozta meg az ítélteit, nem pedig a város északkeleti sarka ezen pontján.
2. stáció: 
- Az ostorozás kápolnája az El-Omaríja muszlim iskolával szinte szemben van. A kolostort a ferences rend építette 1927-1929 között. A hagyomány alapján Jézus itt vette vállára a keresztet.
- Ecce Homo boltív. A Via Dolorosa egyik legismertebb látványossága. A késő középkori hagyomány az evangéliumi jelenet színhelyévé emelte. Eszerint itt mutatott Pilátus a töviskoronás Jézusra: Ecce Homo - Íme, az ember![4]
- Ecce Homo-bazilika, a Notre Dame de Sion-nővérek zárdája. A zárda bejáratán belül található az Ecco Homo-boltív folytatása.
- A görögkeletiek kolostora.

3. stáció: Kőoszlop és kápolna. Az oszlop jelzi azt a helyet, ahol Jézus először esett el a kereszttel. A helyszín egykor a város törökfürdőinek bejárata közé tartozott. A 19. század közepén a fürdőt bezárták és egy örmény kápolnát hoztak létre. A kápolnának van egy szobra, ahol Jézus elesik a kereszttel.
4. stáció Az örmény katolikusok temploma: Jézus az anyjával találkozik a keresztúton. A templomot 1881-ben építették a bizánci időkből való romok fölé.
5. stáció Kürénéi Simon-kápolna (franciskánus). 1895-ben építették azon a helyen, ahol a hagyomány alapján Kürénéi (Cirénei) Simon vállára vette Jézus keresztjét. Ennek a helynek a hagyománya a 13. századból származik.
6. stáció Szent Veronika templom: Veronika megtörli kendőjével Jézus arcát. A helyszínt 1883-ban a keleti katolikus melkita egyház vásárolta meg, amely templomot épített a Veronika házának állítólagos helyén, egy olyan házról, amelynek hagyományait csak a 15. századtól tanúsították.
7. stáció A ferencesek temploma és kápolnája: Jézus másodszor esik el a kereszttel. Az építmény 1875-ben épült.
8. stáció Szent Charalamposz görög ortodox kolostor: Jézus beszél a síró asszonyokhoz.
9. stáció Kopt ortodox kolostor: Jézus harmadszor esik el a kereszttel
10-14. stáció A Szent Sír-templomban található az utolsó öt stáció: Jézust megfosztják ruhájától, a keresztre szegezik, meghal a kereszten, leveszik róla, majd eltemetik.

## Galéria

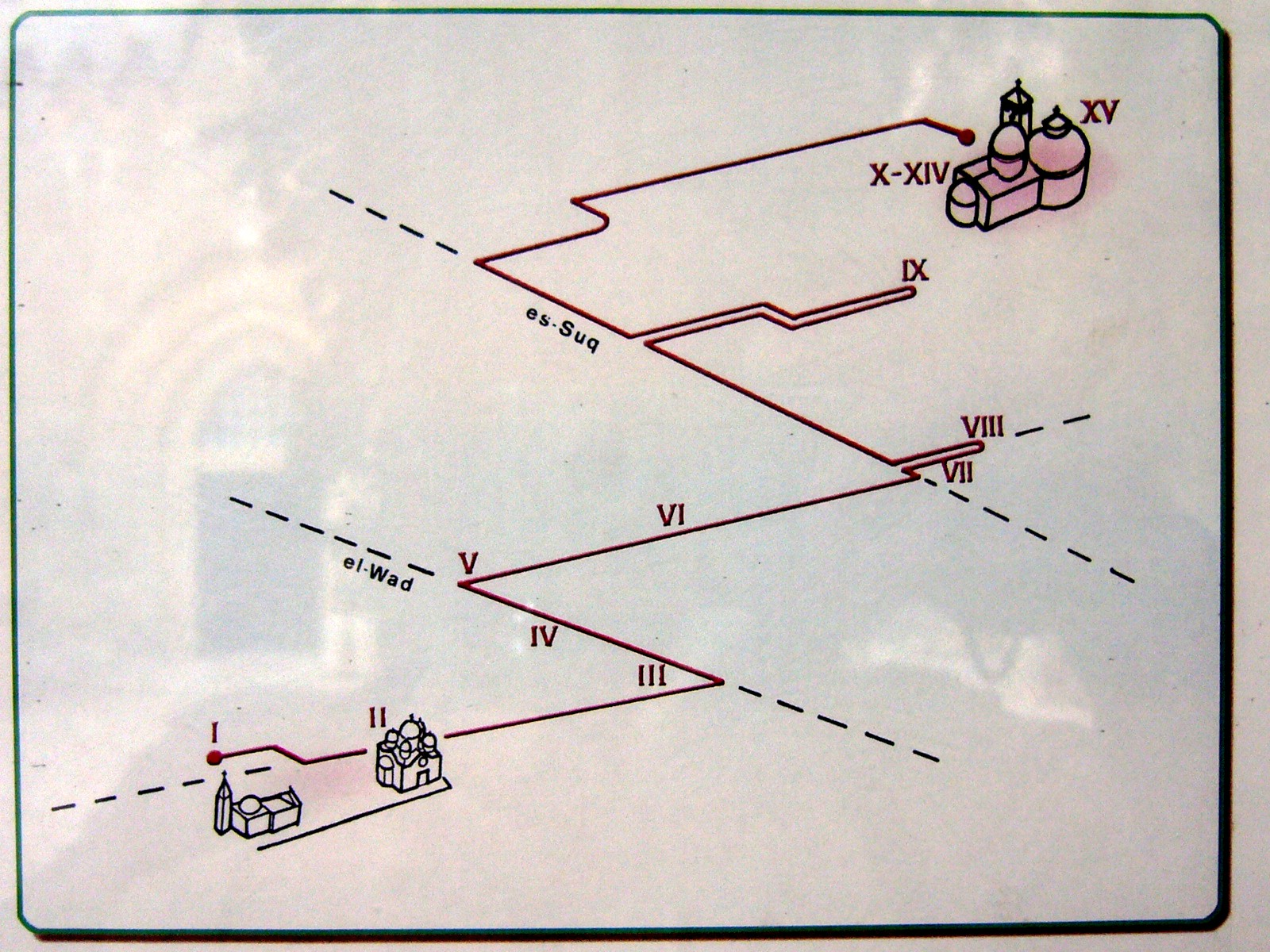
A Via Dolorosa és stációi
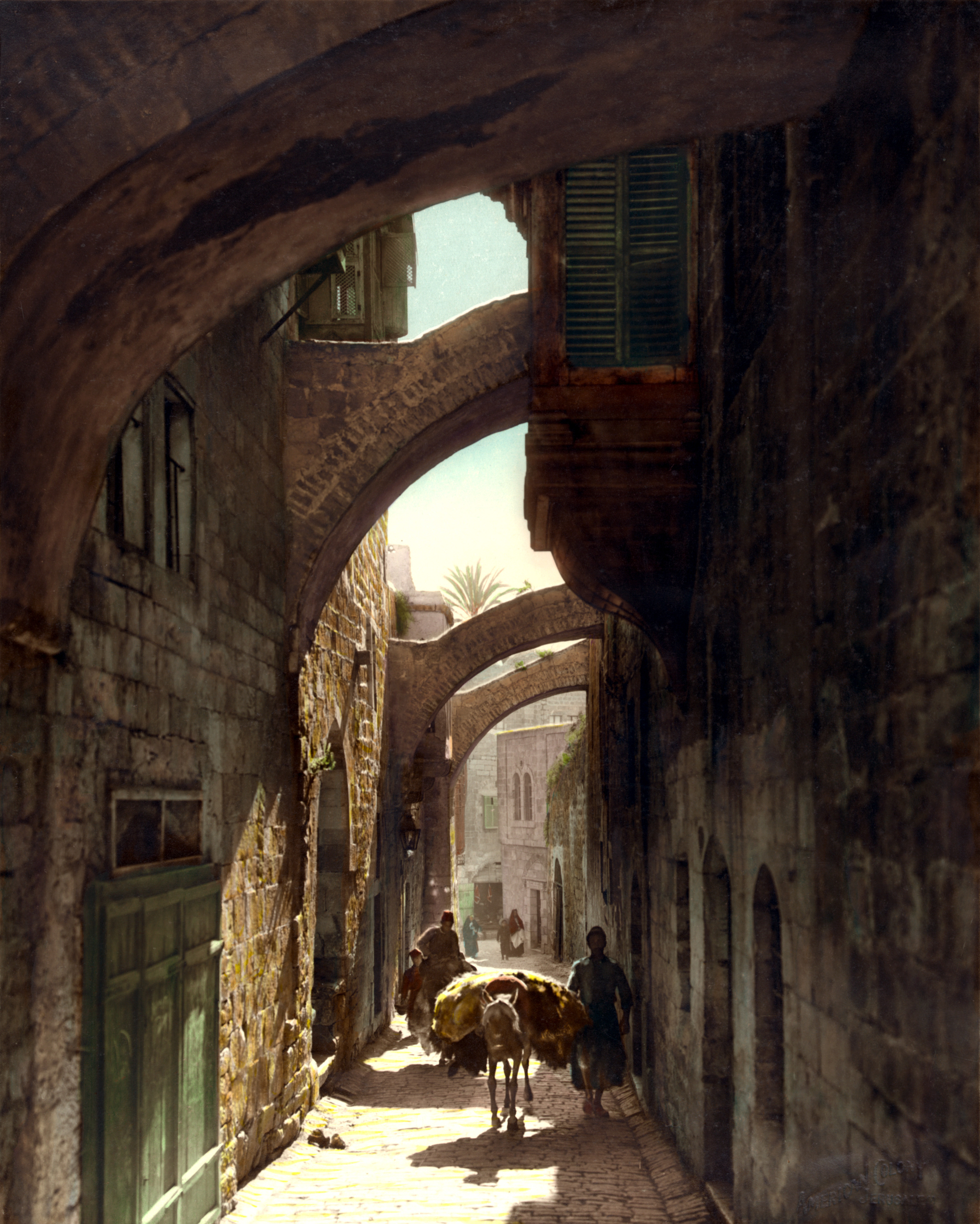
20. század eleji, utólagosan színezett kép
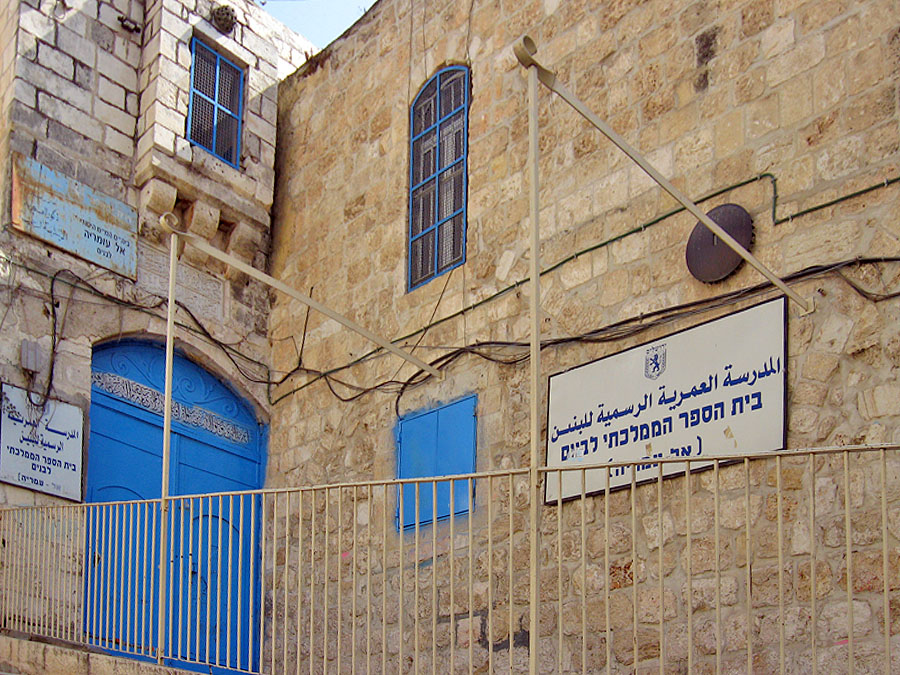
El-Omaríja muszlim iskola - 1. stáció
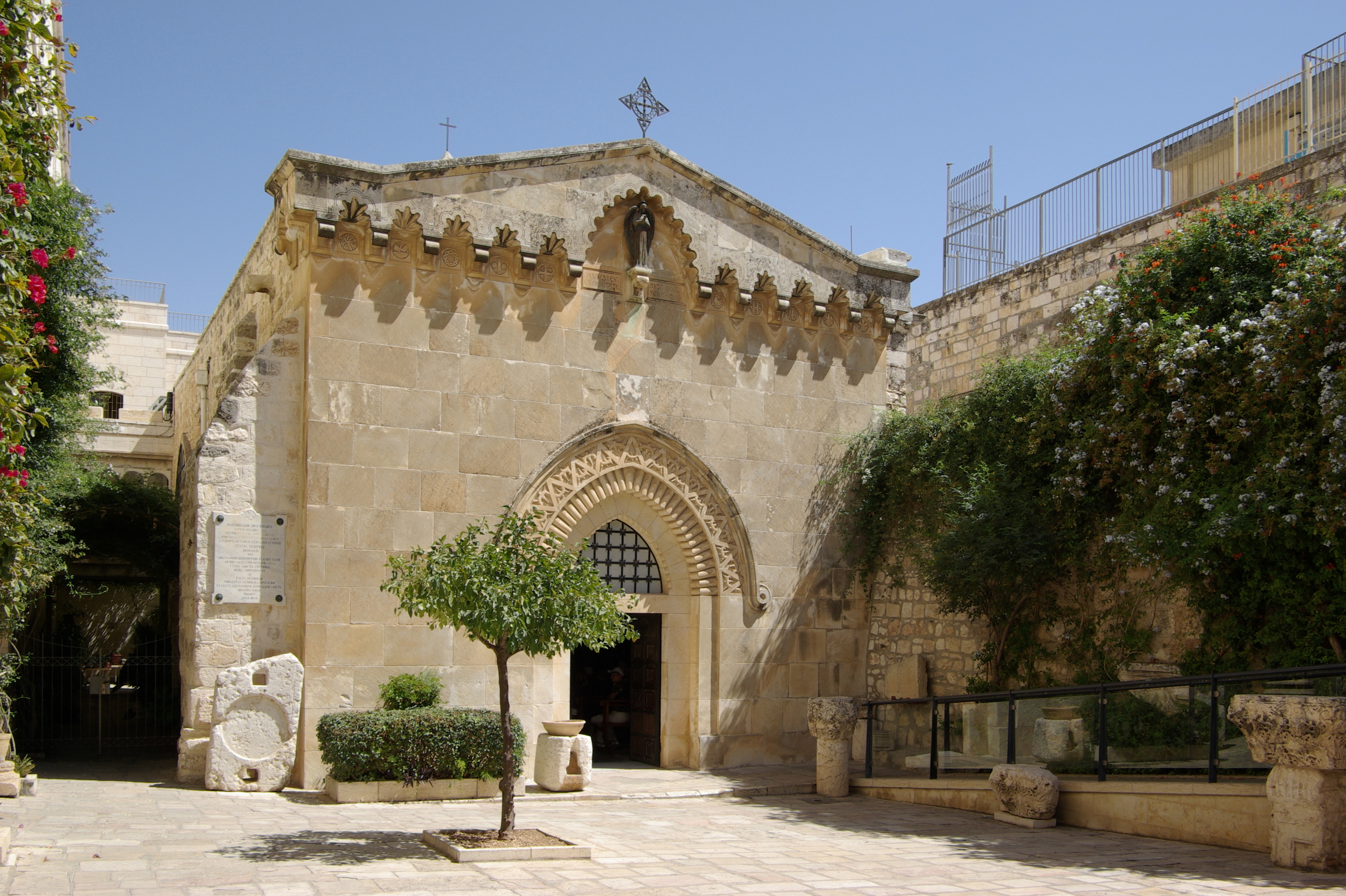
Az ostorozás kápolnája - 2. stáció
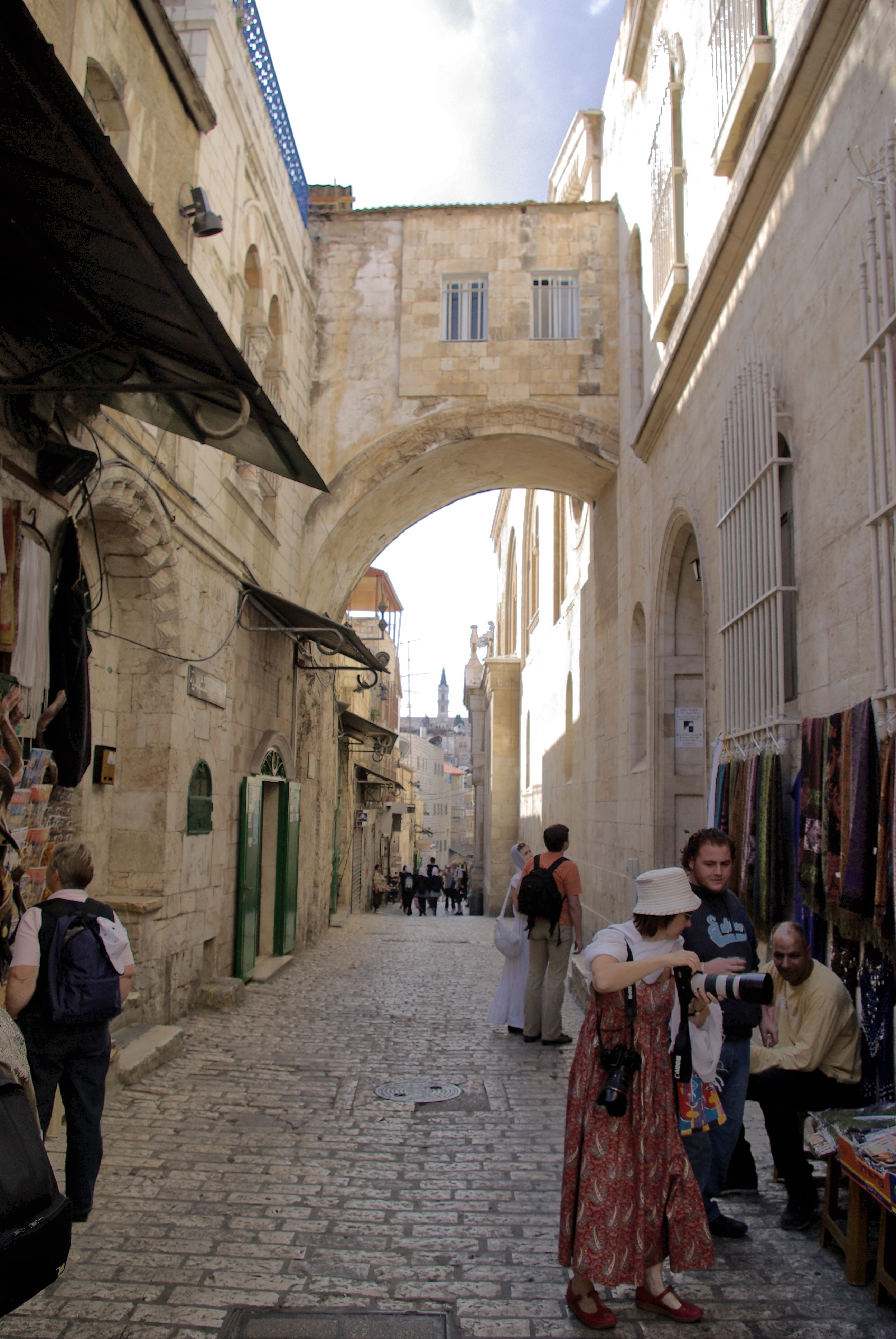
Ecce Homo boltív - 2. stáció
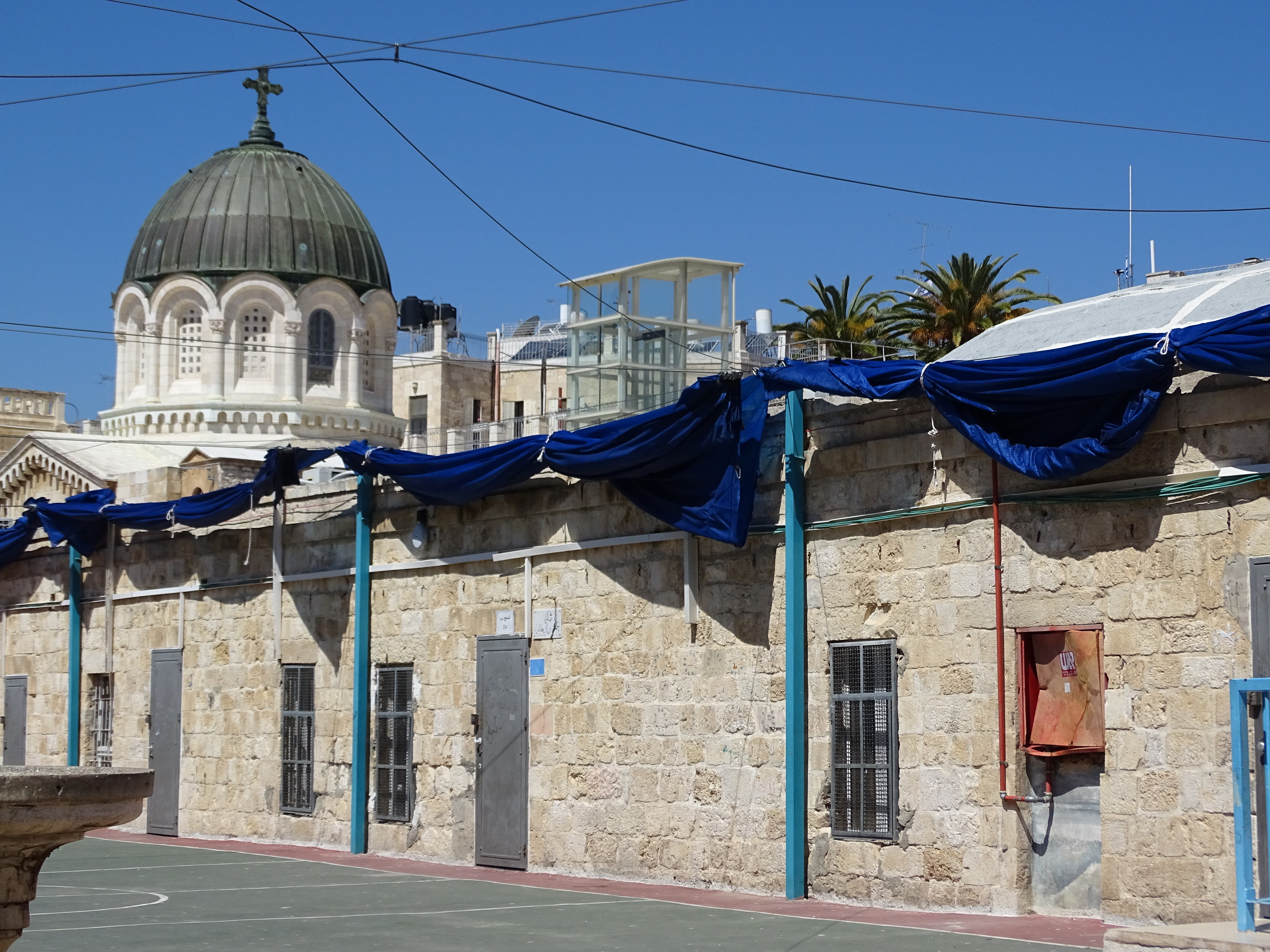
A Notre Dame de Sion-nővérek zárdája - 2. stáció
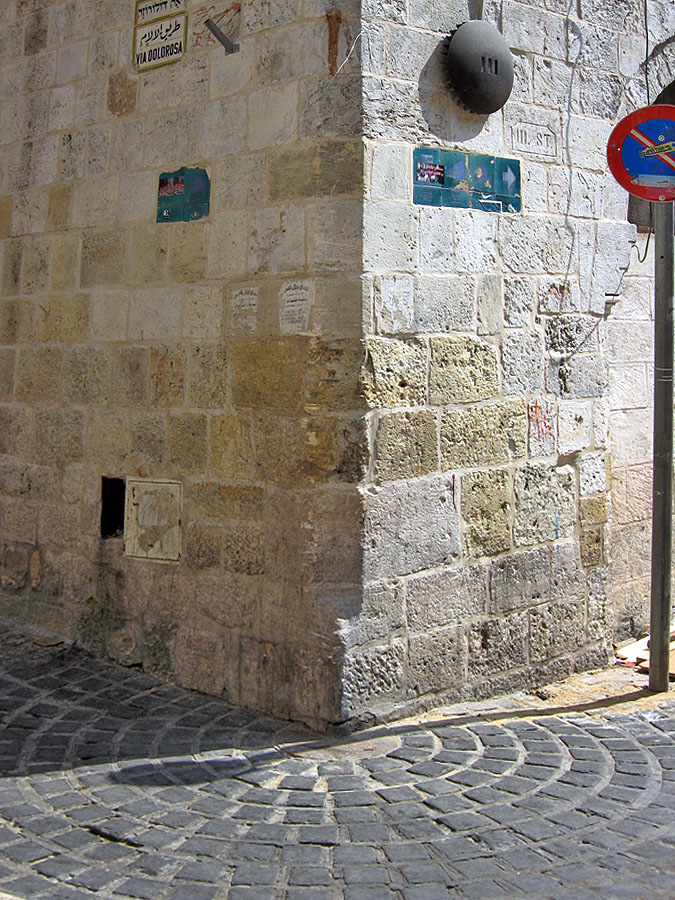
3. stáció
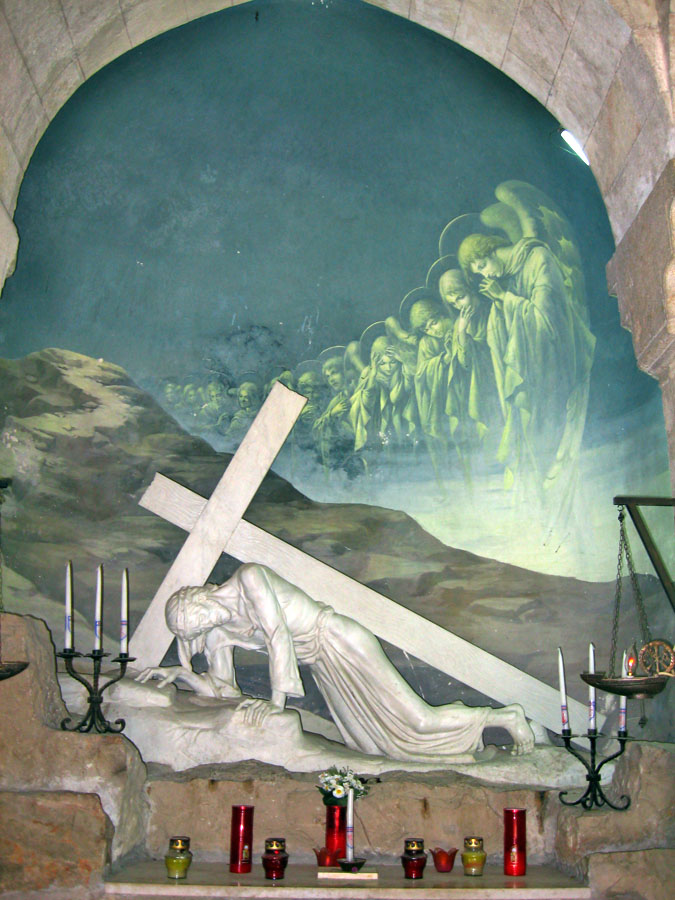
Az örmény kápolna Jézus szobra - 3. stáció
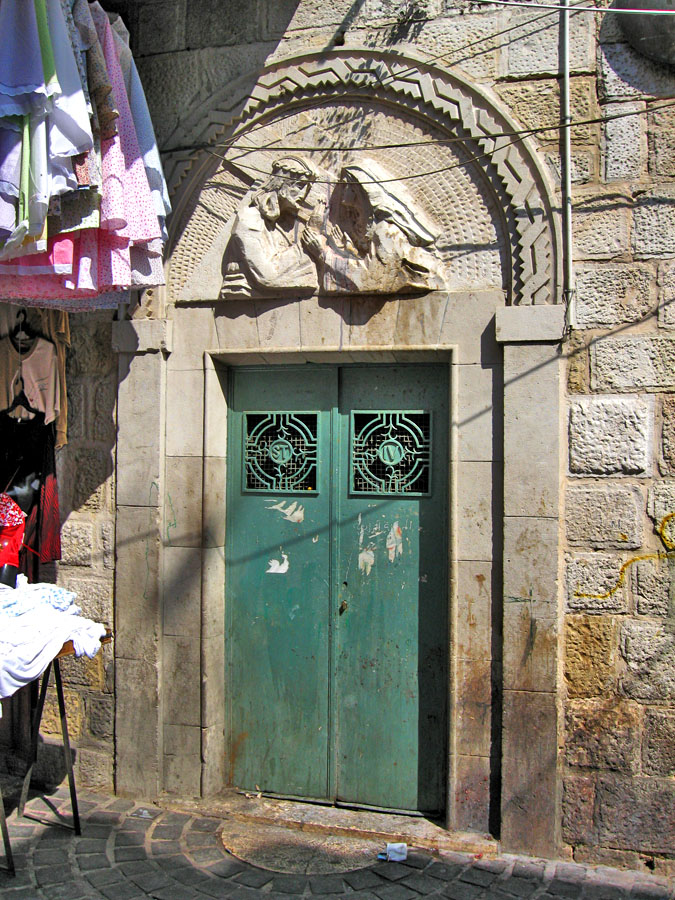
4. stáció
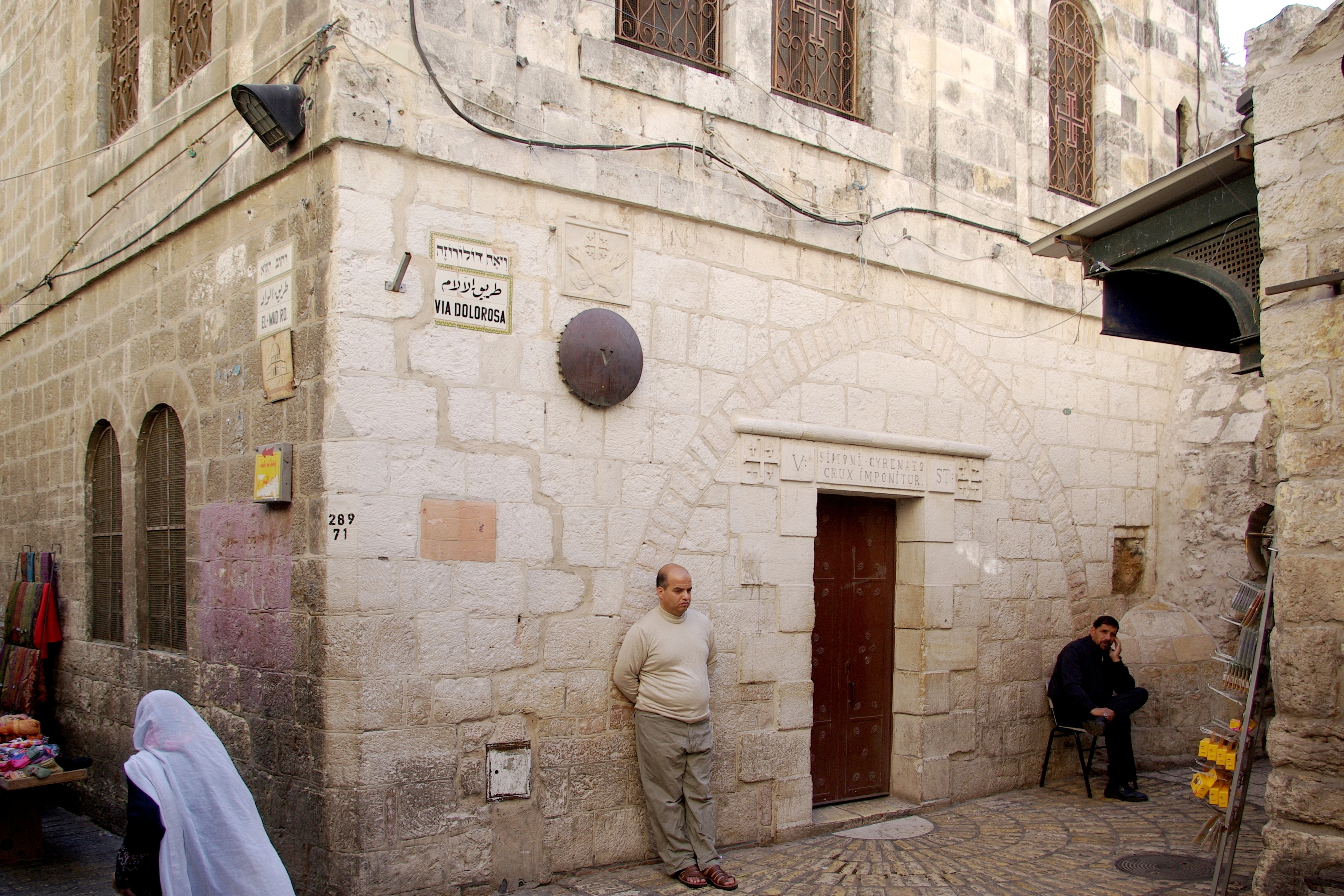
Franciskánus kápolna - 5. stáció
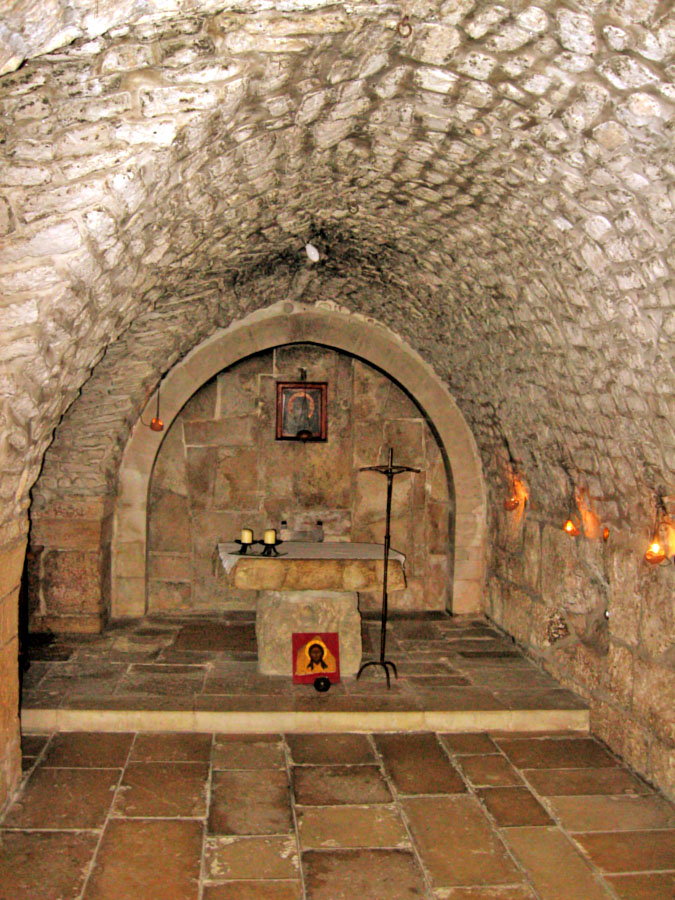
Szent Veronika templom - 6. stáció
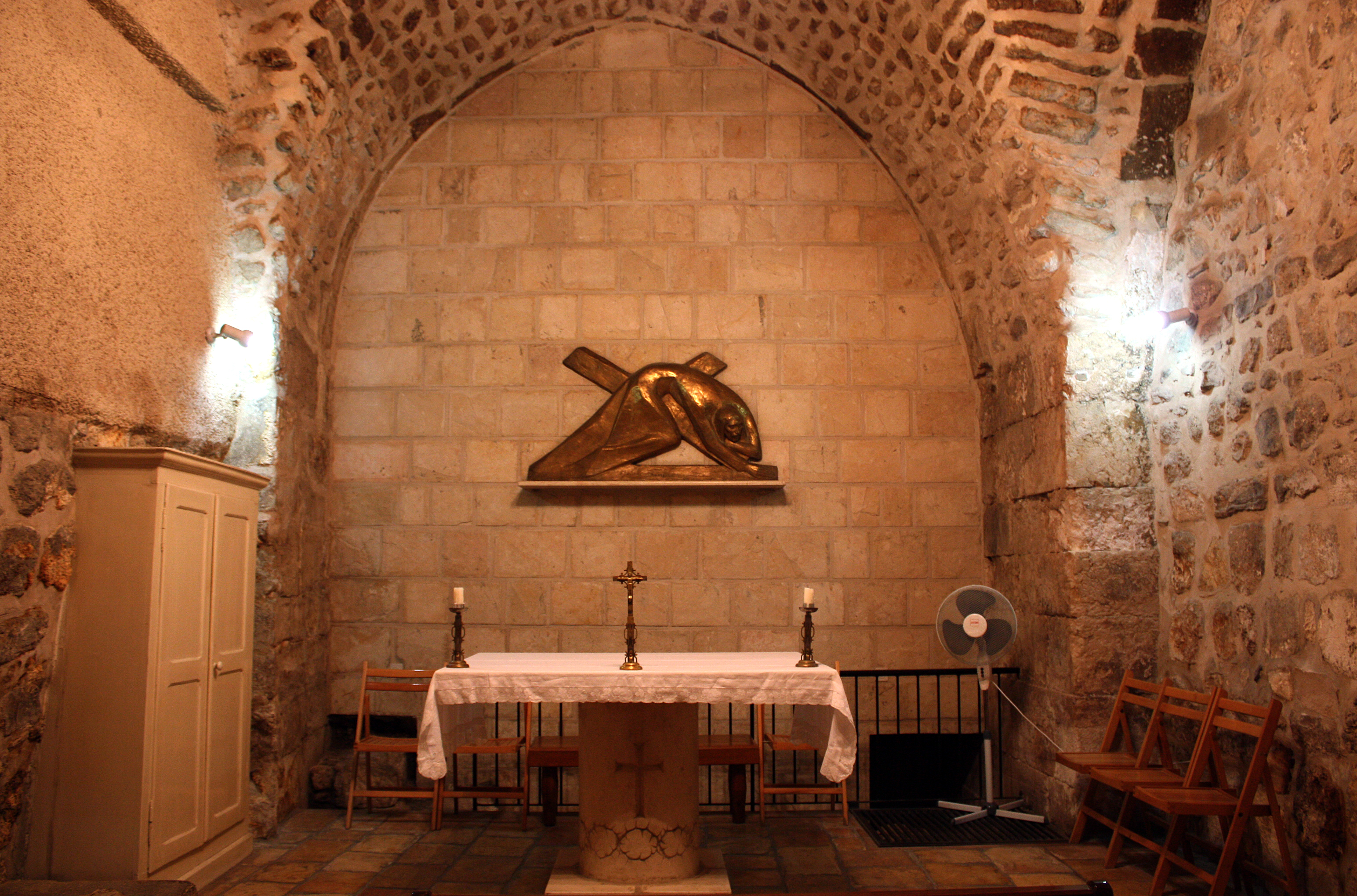
A ferencesek kápolnája - 7. stáció
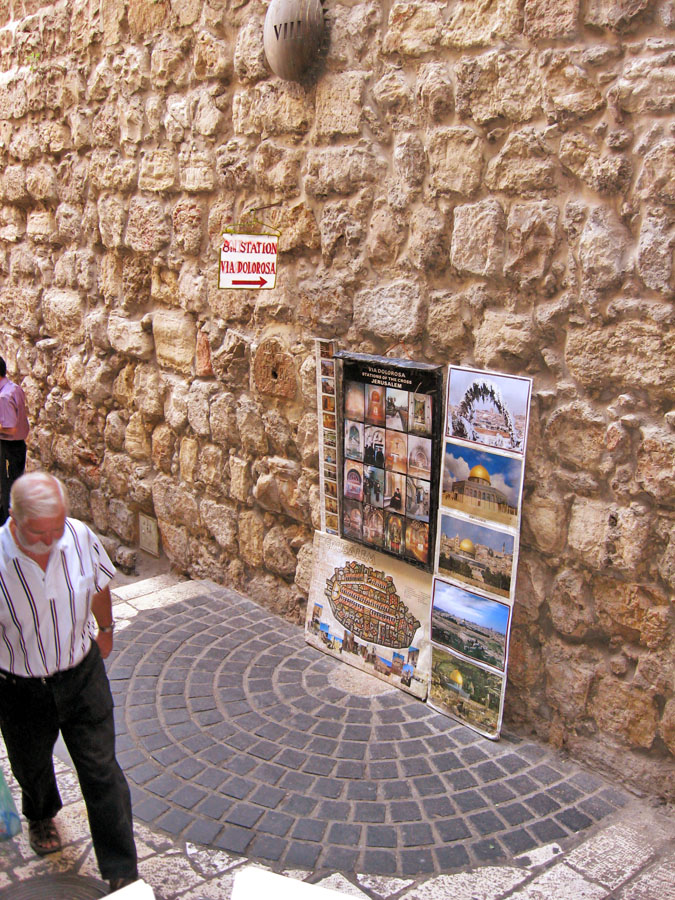
8. stáció
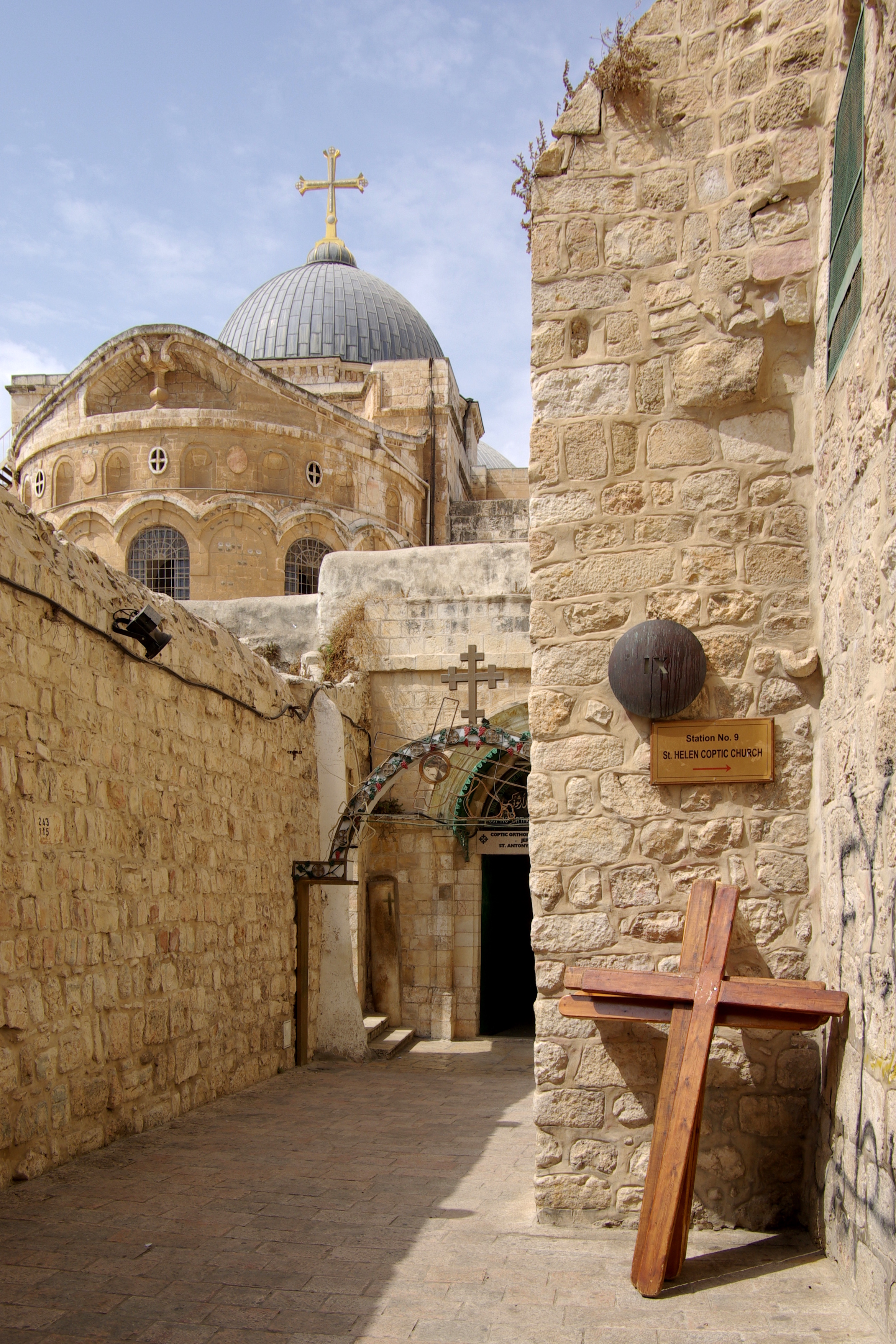
Kopt kolostor - 9. stáció
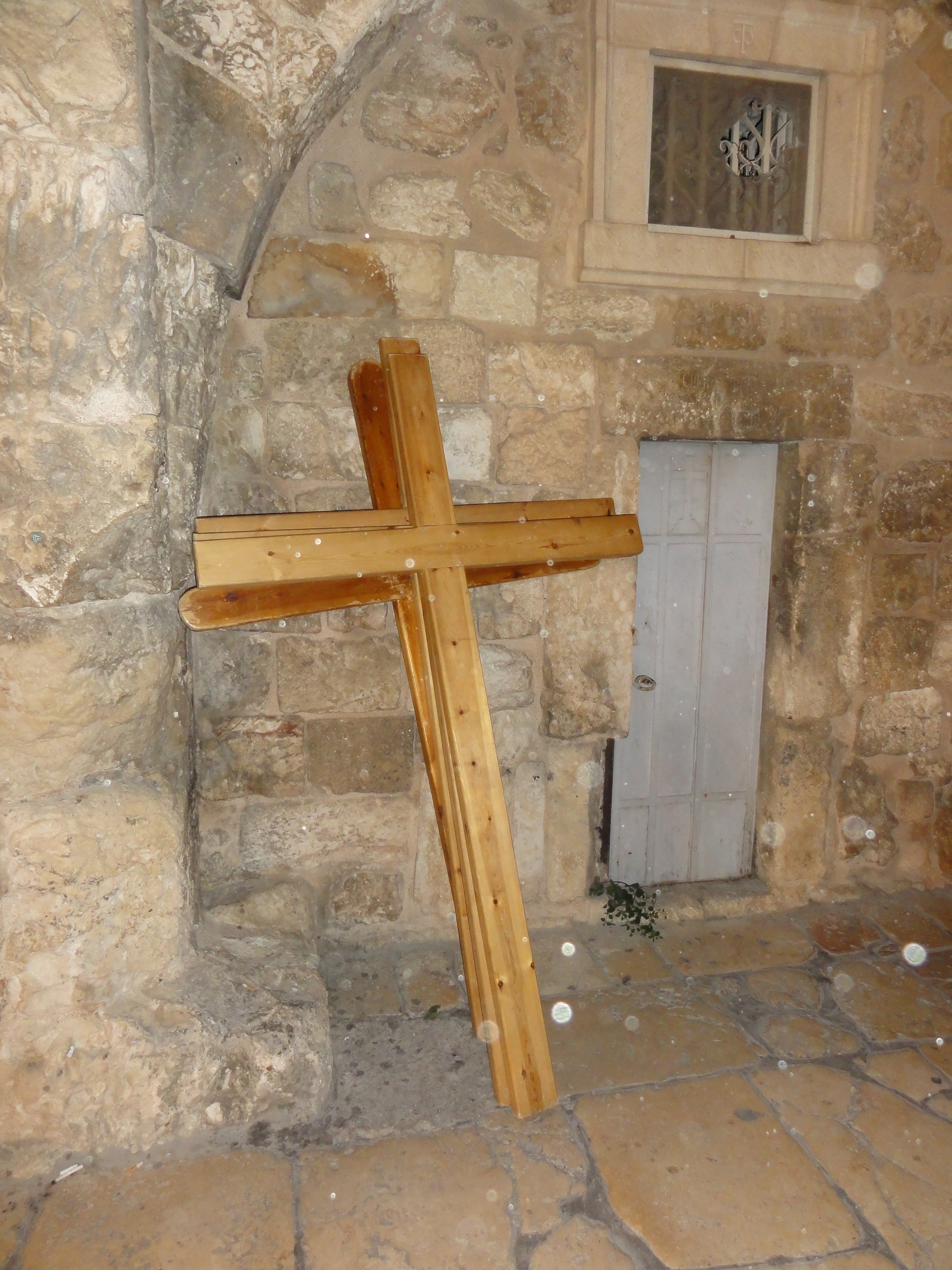
10. stáció - Szt. Sír-templom
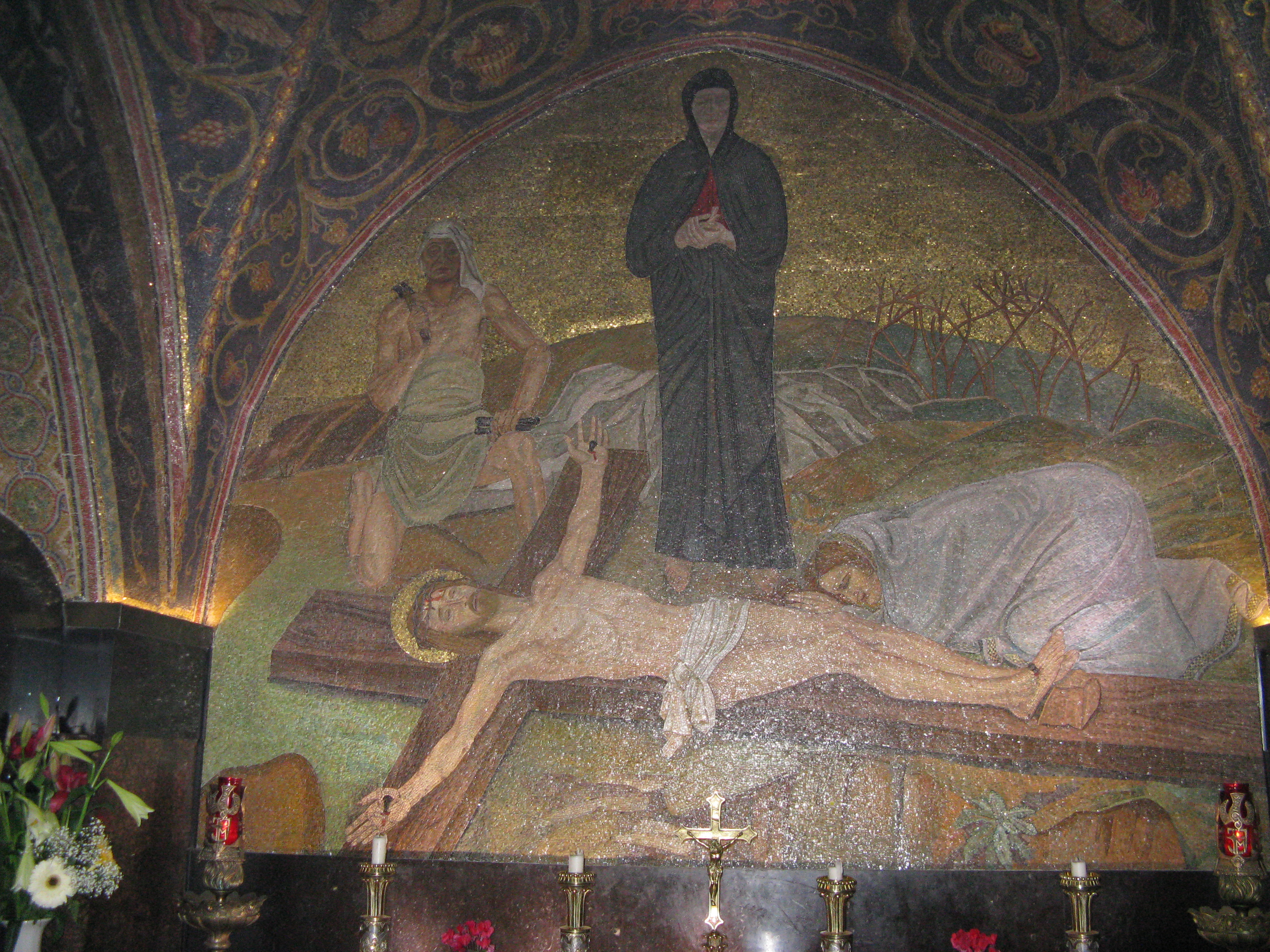
11. stáció - Szt. Sír-templom
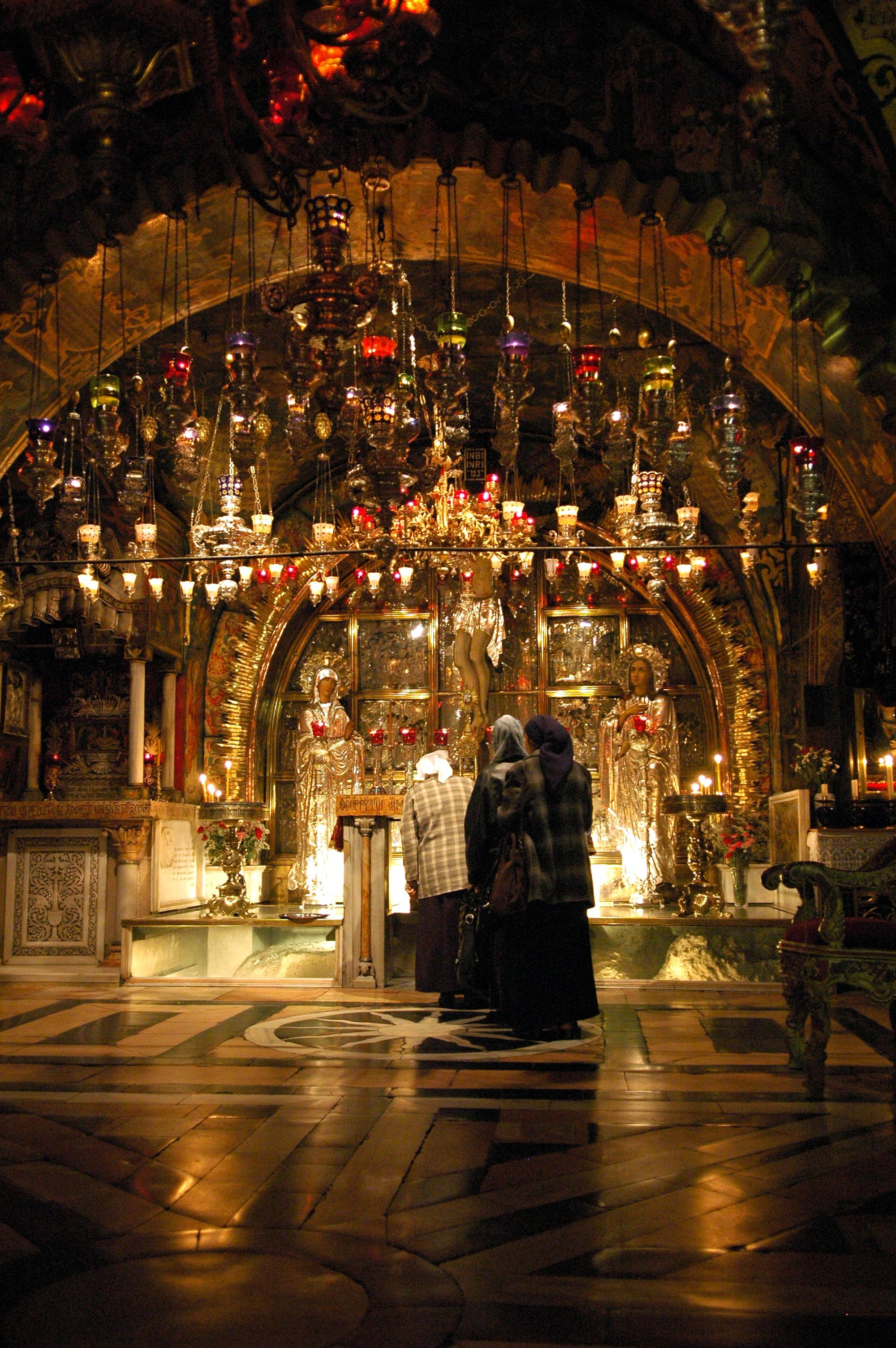
12. stáció - Szt. Sír-templom
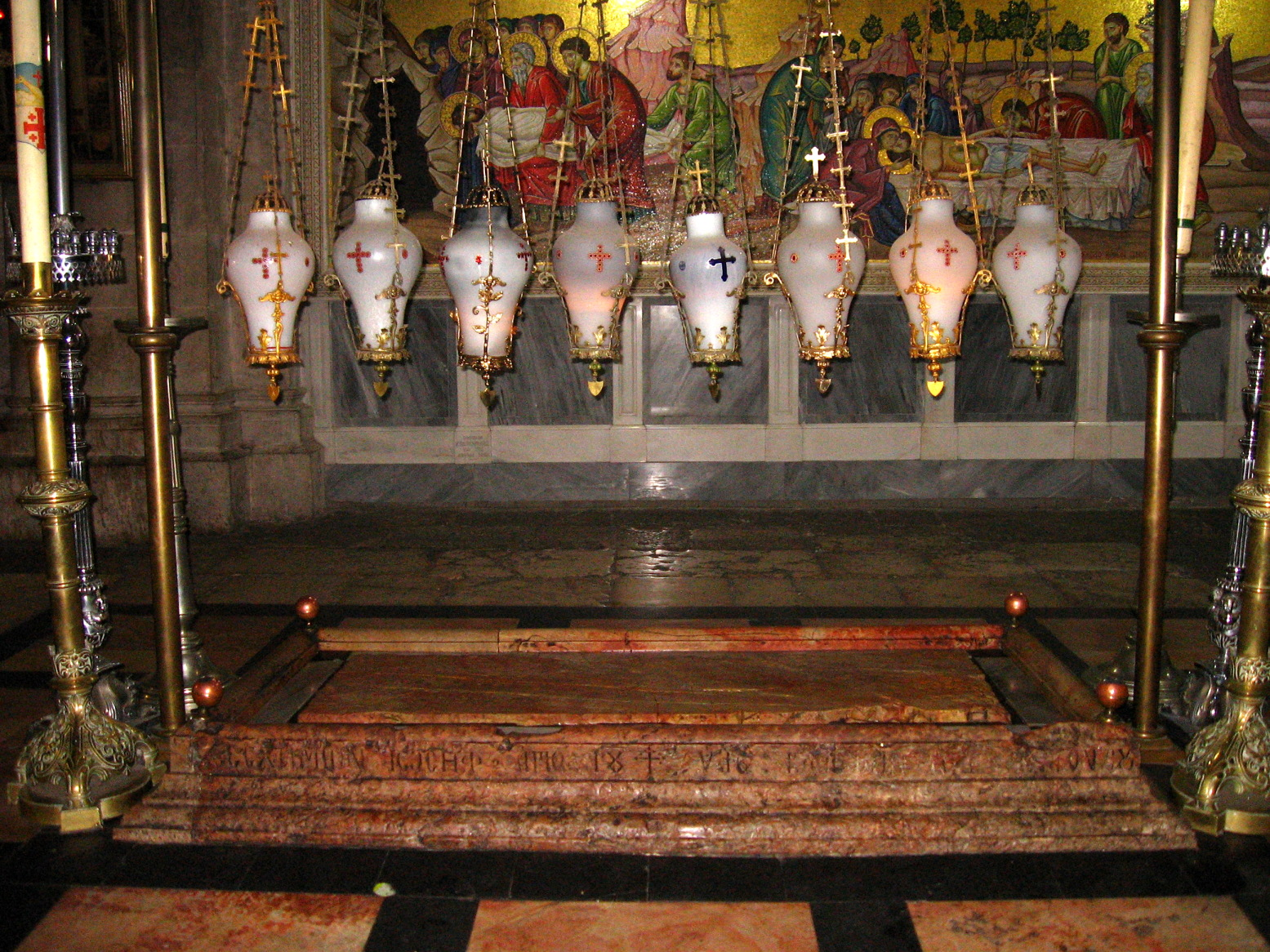
13. stáció - Szt. Sír-templom
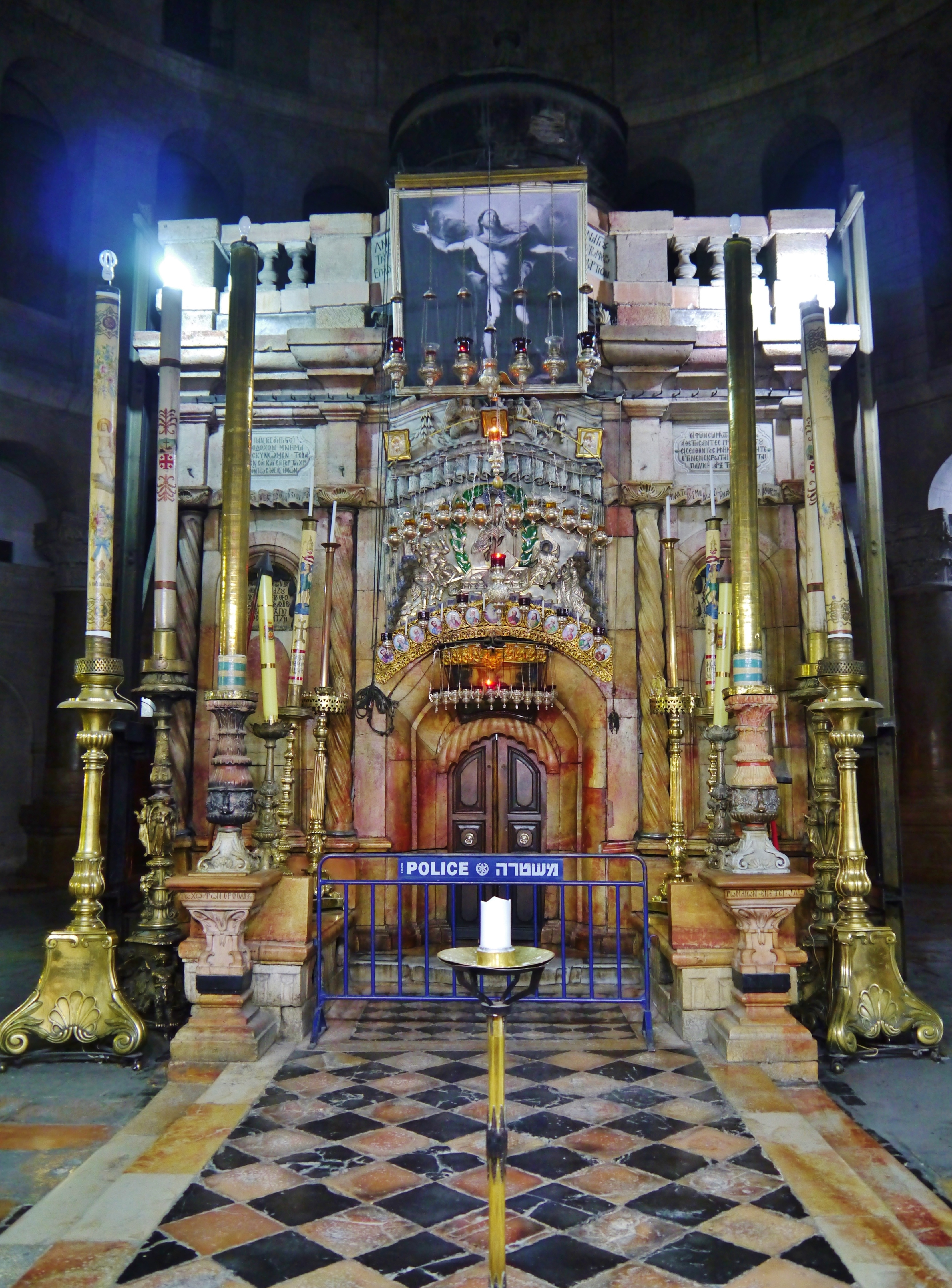
14. stáció - Szt. Sír-templom

### Fordítás
- Ez a szócikk részben vagy egészben  a   Via Dolorosa című francia Wikipédia-szócikk fordításán alapul.  Az eredeti cikk szerkesztőit annak laptörténete sorolja fel. Ez a jelzés csupán a megfogalmazás eredetét és a szerzői jogokat jelzi, nem szolgál a cikkben szereplő információk forrásmegjelöléseként.
- Ez a szócikk részben vagy egészben  a   Via Dolorosa című angol Wikipédia-szócikk fordításán alapul.  Az eredeti cikk szerkesztőit annak laptörténete sorolja fel. Ez a jelzés csupán a megfogalmazás eredetét és a szerzői jogokat jelzi, nem szolgál a cikkben szereplő információk forrásmegjelöléseként.